# Быстрорежущая сталь
Быстроре́жущие ста́ли (в просторечии — Быстрорез) — легированные стали, предназначенные для изготовления металлорежущего инструмента, работающего при высоких скоростях резания.

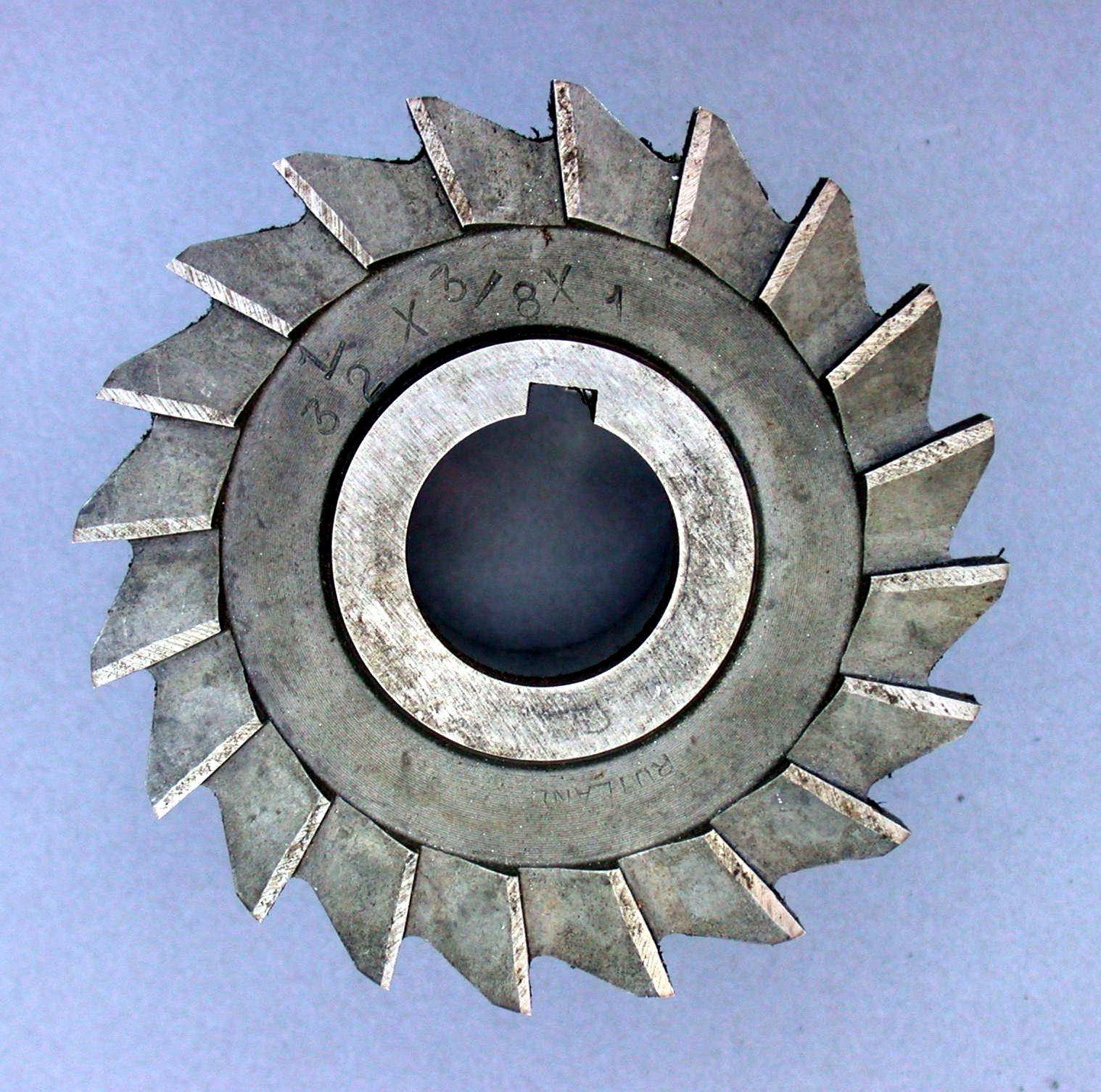
Дисковая пазовая фреза

Обладают высокими показателями прочности, твёрдости (в холодном и горячем состояниях) и красностойкости.
Высокими показателями сопротивления разрушению и твёрдости в холодном состоянии обладают также углеродистые инструментальные стали. Однако инструмент из них не в состоянии обеспечить высокоскоростной режим резания. Легирование быстрорежущих сталей вольфрамом, молибденом, ванадием и кобальтом обеспечивает сопротивление к теплу и красностойкость стали.

## История создания

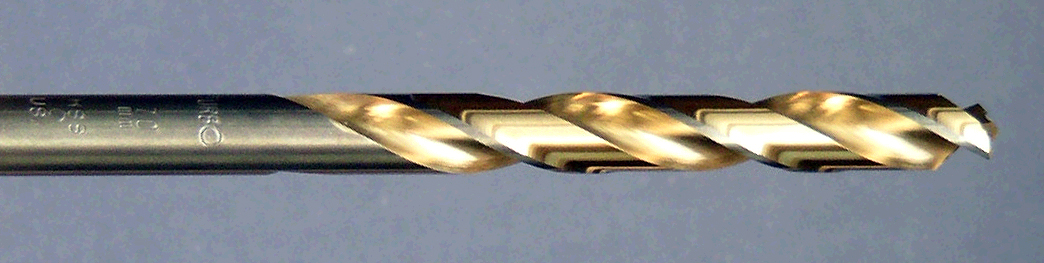
Сверло с покрытием из нитрида титана

Для обточки деталей из дерева, цветных металлов, мягкой стали резцы из обычной твёрдой стали были вполне пригодны, но при обработке стальных деталей резец быстро разогревался, скоро изнашивался и деталь нельзя было обтачивать со скоростью больше 5 м/мин.
Этот барьер удалось преодолеть после того, как в 1858 году Р. Мюшетт получил сталь, содержащую 1,85 % углерода, 9 % вольфрама и 2,5 % марганца. Спустя десять лет Мюшетт изготовил новую сталь, получившую название самокалки. Она содержала 2,15 % углерода, 0,38 % марганца, 5,44 % вольфрама и 0,4 % хрома. Через три года на заводе Самуэля Осберна в Шеффилде началось производство мюшеттовой стали. Она не теряла режущей способности при нагревании до 300 °C и позволяла в полтора раза увеличить скорость резания металла — 7,5 м/мин.
Спустя сорок лет на рынке появилась быстрорежущая сталь американских инженеров Тэйлора и Уатта. Резцы из этой стали допускали скорость резания до 18 м/мин. Эта сталь стала прообразом современной быстрорежущей стали Р18.
Ещё через 5—6 лет появилась сверхбыстрорежущая сталь, допускающая скорость резания до 35 м/мин. Так, благодаря вольфраму было достигнуто повышение скорости резания за 50 лет в семь раз и, следовательно, во столько же раз повысилась производительность металлорежущих станков.
Дальнейшее успешное использование вольфрама нашло себе применение в создании твёрдых сплавов, которые состоят из вольфрама, хрома, кобальта. Были созданы такие сплавы для резцов, как стеллит. Первый стеллит позволял повысить скорость резания до 45 м/мин при температуре 700—750 °C. Сплав вида, выпущенный Круппом в 1927 году, имел твёрдость по шкале Мооса 9,7—9,9 (твёрдость алмаза равна 10).
В 1970-х годах в связи с дефицитом вольфрама быстрорежущая сталь марки Р18 была почти повсеместно заменена на сталь марки Р6М5 (так называемый «самокал», самозакаливающаяся сталь), которая, в свою очередь, вытесняется безвольфрамовыми Р0М5Ф1 и Р0М2Ф3.

## Характеристики быстрорежущих сталей

### Горячая твёрдость
При нормальной температуре твёрдость углеродистой стали даже несколько выше твёрдости быстрорежущей стали. Однако в процессе работы режущего инструмента происходит интенсивное выделение тепла от трения. При этом до 80 % выделившегося тепла уходит на разогрев инструмента. Вследствие повышения температуры режущей кромки начинается отпуск материала инструмента и снижается его твёрдость.
После нагрева до 200 °C твёрдость углеродистой стали начинает быстро падать. Для этой стали недопустим режим резания, при котором инструмент нагревался бы выше 200 °C. У быстрорежущей стали высокая твёрдость сохраняется при нагреве до 500—600 °C. Инструмент из быстрорежущей стали более производителен, чем инструмент из углеродистой стали.

### Красностойкость
Красностойкость характеризует, какое время сталь будет выдерживать высокую рабочую температуру, не теряя твёрдости.
Существует несколько характеристик красностойкости.
Первая характеристика показывает, до какой твёрдости отпускается сталь при определённой температуре в течение заданного времени.
Второй метод определения красностойкости основан на том, что кривые снижения твёрдости при высокой температуре и при комнатной идут эквидистантно, таким образом, можно измерять твёрдость при комнатной температуре и пересчитывать её на рабочую. Опытами установлено, что режущие свойства теряются при твёрдости 50 HRC при температуре резания, что соответствует примерно 58 HRC при комнатной. Таким образом, красностойкость характеризуется температурой отпуска, при которой за 4 часа твёрдость снижается до 58 HRC (обозначение K4р58).
| Марка стали             | Температура отпуска, °C | Время выдержки, час | Твердость, HRCэ |
| ----------------------- | ----------------------- | ------------------- | --------------- |
| У7, У8, У10, У12        | 150—160                 | 1                   | 63              |
| Р9                      | 580                     | 4                   | 63              |
| У7, У8, У10, У12        | 200—220                 | 1                   | 59              |
| Р6М5К5, Р9, Р9М4К8, Р18 | 620—630                 | 4                   | 59              |

### Сопротивление разрушению
Кроме «горячих» свойств, от материала для режущего инструмента требуются и высокие механические свойства; под этим подразумевается сопротивление хрупкому разрушению, так как при высокой твёрдости (более 60 HRC) разрушение всегда происходит по хрупкому механизму. Прочность таких высокотвёрдых материалов обычно определяют как сопротивление разрушению при изгибе призматических, не надрезанных образцов, при статическом (медленном) и динамическом (быстром) нагружении. Чем выше прочность, тем большее усилие может выдержать рабочая часть инструмента, тем большую подачу и глубину резания можно применить, и это увеличивает производительность процесса резания.

### Химический состав быстрорежущих сталей
| Марка стали | C         | Cr      | W         | Mo      | V       | Co      |
| ----------- | --------- | ------- | --------- | ------- | ------- | ------- |
| Р0М2Ф3      | 1,10—1,25 | 3,8—4,6 | —         | 2,3—2,9 | 2,6—3,3 | —       |
| Р6М5        | 0,82—0,90 | 3,8—4,4 | 5,5—6,5   | 4,8—5,3 | 1,7—2,1 | < 0,50  |
| Р6М5Ф2К8    | 0,95—1,05 | 3,8—4,4 | 5,5—6,6   | 4,6—5,2 | 1,8—2,4 | 7,5—8,5 |
| Р9          | 0,85—0,95 | 3,8—4,4 | 8,5—10,0  | < 1,0   | 2,0—2,6 | —       |
| Р18         | 0,73—0,83 | 3,8—4,4 | 17,0—18,5 | < 1,0   | 1,0—1,4 | < 0,50  |

## Изготовление и обработка быстрорежущих сталей
Быстрорежущие стали изготавливают как классическим способом (разливка стали в слитки, прокатка и проковка), так и методами порошковой металлургии (распыление струи жидкой стали азотом). Качество быстрорежущей стали в значительной степени определяется степенью её прокованности. При недостаточной проковке изготовленной классическим способом стали наблюдается карбидная ликвация.
При изготовлении быстрорежущих сталей распространённой ошибкой является подход к ней как к «самозакаливающейся стали». То есть достаточно нагреть сталь и охладить на воздухе, и можно получить твёрдый износостойкий материал. Такой подход абсолютно не учитывает особенности высоколегированных инструментальных сталей.
Перед закалкой быстрорежущие стали необходимо подвергнуть отжигу. В плохо отожжённых сталях наблюдается особый вид брака: нафталиновый излом, когда при нормальной твёрдости стали она обладает повышенной хрупкостью.
Грамотный выбор температуры закалки обеспечивает максимальную растворимость легирующих добавок в α-железе, но не приводит к росту зерна.
После закалки в стали остаётся 25—30 % остаточного аустенита. Помимо снижения твёрдости инструмента, остаточный аустенит приводит к снижению теплопроводности стали, что для условий работы с интенсивным нагревом режущей кромки является крайне нежелательным. Снижения количества остаточного аустенита добиваются двумя путями: обработкой стали холодом или многократным отпуском. При обработке стали холодом её охлаждают до −80…−70 °C, затем проводят отпуск. При многократном отпуске цикл «нагрев — выдержка — охлаждение» проводят по 2—3 раза. В обоих случаях добиваются существенного снижения количества остаточного аустенита, однако полностью избавиться от него не получается.

### Принципы легирования быстрорежущих сталей
Высокая твердость мартенсита объясняется растворением углерода в α-железе. Известно, что при отпуске из мартенсита в углеродистой стали выделяются мельчайшие частицы карбида. Пока выделившиеся карбиды ещё находятся в мельчайшем дисперсном рассеянии (то есть на первой стадии выделения при отпуске до 200 °C), твёрдость заметно не снижается. Но если температуру отпуска поднять выше 200 °C, происходит рост карбидных выделений, и твёрдость падает.
Чтобы сталь устойчиво сохраняла твёрдость при нагреве, нужно её легировать такими элементами, которые затрудняли бы процесс коагуляции карбидов. Если ввести в сталь какой-нибудь карбидообразующий элемент в таком количестве, что он образует специальный карбид, то красностойкость скачкообразно возрастает. Это обусловлено тем, что специальный карбид выделяется из мартенсита и коагулирует при более высоких температурах, чем карбид железа, так как для этого требуется не только диффузия углерода, но и диффузия легирующих элементов. Практически заметная коагуляция специальных карбидов хрома, вольфрама, молибдена, ванадия происходит при температурах выше 500 °C.
Красностойкость создаётся легированием стали карбидообразующими элементами (вольфрамом, молибденом, хромом, ванадием) в таком количестве, при котором они связывают почти весь углерод в специальные карбиды, и эти карбиды переходят в раствор при закалке. Несмотря на сильное различие в общем химическом составе, состав твёрдого раствора очень близок во всех сталях, атомная сумма W+Mo+V, определяющая красностойкость, равна примерно 4 % (атомн.), отсюда красностойкости и режущие свойства у разных марок быстрорежущих сталей близки. Быстрорежущая сталь, содержащая кобальт, превосходит по режущим свойствам остальные стали (он повышает красностойкость), но кобальт очень дорогой элемент.

## Маркировка быстрорежущих сталей
В советских и российских марочниках сталей марки быстрорежущих сталей обычно имеют особую систему обозначений и начинаются с буквы «Р» (rapid — быстрый). Связано это с тем, что эти стали были изобретены в Англии, где такую сталь называли «rapid steel». Цифра после буквы «Р» обозначает среднее содержание в ней вольфрама (в процентах от общей массы, буква В пропускается). Затем указывается после букв М, Ф и К содержание молибдена, ванадия и кобальта. Инструменты из быстрорежущей стали иностранного производства обычно маркируются аббревиатурой HSS (High Speed Steel), а также HSSE (кобальтовая сталь).

## Применение

Сравнение твёрдости быстрорежущих сталей с кобальтом и сталей без кобальта в зависимости от температуры.

Влияние добавки кобальта в инструментальные стали на их твёрдость

В последние десятилетия использование быстрорежущей стали сокращается в связи с широким распространением твёрдых сплавов. Из быстрорежущей стали изготавливают в основном концевой инструмент (метчики, свёрла, фрезы небольших диаметров) В токарной обработке резцы со сменными и напайными твердосплавными пластинами почти полностью вытеснили резцы из быстрорежущей стали.
По применению отечественных марок быстрорежущих сталей существуют следующие рекомендации.
- Сталь Р9 рекомендуют для изготовления инструментов простой формы, не требующих большого объёма шлифовки, для обработки обычных конструкционных материалов. (резцов, фрез, зенкеров).
- Для фасонных и сложных инструментов (для нарезания резьб и зубьев), для которых основным требованием является высокая износостойкость, рекомендуют использовать сталь Р18 (вольфрамовая).
- Кобальтовые быстрорежущие стали (Р9К5, Р9К10) применяют для обработки деталей из труднообрабатываемых коррозионно-стойких и жаропрочных сталей и сплавов, в условиях прерывистого резания, вибраций, недостаточного охлаждения.
- Ванадиевые быстрорежущие стали (Р9Ф5, Р14Ф4) рекомендуют для изготовления инструментов для чистовой обработки (протяжки, развёртки, шеверы). Их можно применять для обработки труднообрабатываемых материалов при срезании стружек небольшого поперечного сечения.
- Вольфрамомолибденовые стали (Р9М4, Р6М3) используют для инструментов, работающих в условиях черновой обработки, а также для изготовления протяжек, долбяков, шеверов, фрез.